# Tatochila mercedis
Tatochila mercedis är en fjärilsart som först beskrevs av Johann Friedrich von Eschscholtz 1821.  Tatochila mercedis ingår i släktet Tatochila och familjen vitfjärilar. Inga underarter finns listade i Catalogue of Life.